# Liste der Länder nach Anzahl an Millionären
Folgende Liste sortiert Länder nach ihrer geschätzten Anzahl an Vermögensmillionären (geschätzt in US-Dollar). Vermögen kann in Form von Aktien oder Anleihen, Immobilien, Bargeld und sonstigen Werten gehalten werden. Die Zahl der Millionäre in US-Dollar stieg in den vergangenen Jahrzehnten weitgehend kontinuierlich an. Laut Schätzungen gab es Mitte 2019 weltweit 46,8 Millionen Personen, deren Vermögen bei über einer Million US-Dollar lag. Davon lebten ca. 40 Prozent in den Vereinigten Staaten. In absoluten Zahlen belegte Deutschland 2023 laut Capgemini Rang 3 weltweit.

## Rangliste (2021)
Die Top-50 Länder mit den meisten Vermögensmillionären laut Schätzung der Schweizer Bank Credit Suisse (Stand: 2021). Angegeben ist zudem der Anteil der Millionäre an der gesamten erwachsenen Bevölkerung.
| Rang | Land                         | Anzahl Millionäre | Anteil in Relation zur Gesamtbevölkerung in % |
| ---- | ---------------------------- | ----------------- | --------------------------------------------- |
| 1    | Vereinigte Staaten           | 24.480.000        | 9,7 %                                         |
| 2    | Volksrepublik China          | 6.190.000         | 0,6 %                                         |
| 3    | Japan                        | 3.366.000         | 3,2 %                                         |
| 4    | Vereinigtes Königreich       | 2.849.000         | 5,4 %                                         |
| 5    | Frankreich                   | 2.796.000         | 5,6 %                                         |
| 6    | Deutschland                  | 2.683.000         | 3,9 %                                         |
| 7    | Kanada                       | 2.291.000         | 7,6 %                                         |
| 8    | Australien                   | 2.176.000         | 11,2 %                                        |
| 9    | Italien                      | 1.412.000         | 2,8 %                                         |
| 10   | Südkorea                     | 1.290.000         | 3,0 %                                         |
| 11   | Schweiz                      | 1.152.000         | 16,4 %                                        |
| 12   | Niederlande                  | 1.149.000         | 8,5 %                                         |
| 13   | Spanien                      | 1.132.000         | 3,0 %                                         |
| 14   | Taiwan                       | 869.000           | 4,4 %                                         |
| 15   | Indien                       | 796.000           | 0,1 %                                         |
| 16   | Hongkong                     | 632.000           | 10,0 %                                        |
| 17   | Schweden                     | 610.000           | 7,8 %                                         |
| 18   | Belgien                      | 589.000           | 6,5 %                                         |
| 19   | Dänemark                     | 384.000           | 8,5 %                                         |
| 20   | Russland                     | 353.000           | 0,3 %                                         |
| 21   | Neuseeland                   | 347.000           | 9,6 %                                         |
| 22   | Mexiko                       | 318.000           | 0,4 %                                         |
| 23   | Saudi-Arabien                | 313.000           | 1,3 %                                         |
| 24   | Singapur                     | 299.000           | 6,1 %                                         |
| 25   | Österreich                   | 271.000           | 3,7 %                                         |
| 26   | Brasilien                    | 266.000           | 0,2 %                                         |
| 27   | Norwegen                     | 236.000           | 5,6 %                                         |
| 28   | Israel                       | 204.000           | 3,6 %                                         |
| 29   | Indonesien                   | 191.000           | 0,1 %                                         |
| 30   | Vereinigte Arabische Emirate | 177.000           | 2,2 %                                         |
| 31   | Irland                       | 176.000           | 4,8 %                                         |
| 32   | Portugal                     | 159.000           | 1,9 %                                         |
| 33   | Iran                         | 147.000           | 0,3 %                                         |
| 34   | Finnland                     | 101.000           | 2,3 %                                         |
| 35   | Kuwait                       | 101.000           | 3,2 %                                         |
| 36   | Polen                        | 100.000           | 0,3 %                                         |
| 37   | Ägypten                      | 87.000            | 0,1 %                                         |
| 38   | Südafrika                    | 86.000            | 0,2 %                                         |
| 39   | Thailand                     | 82.000            | 0,2 %                                         |
| 40   | Luxemburg                    | 82.000            | 16,2 %                                        |
| 41   | Griechenland                 | 81.000            | 1,0 %                                         |
| 42   | Philippinen                  | 79.000            | 0,1 %                                         |
| 43   | Türkei                       | 73.000            | 0,1 %                                         |
| 44   | Chile                        | 65.000            | 0,5 %                                         |
| 45   | Ukraine                      | 53.000            | 0,2 %                                         |
| 46   | Vietnam                      | 49.000            | 0,1 %                                         |
| 47   | Malaysia                     | 45.000            | 0,2 %                                         |
| 48   | Kolumbien                    | 39.000            | 0,1 %                                         |
| 49   | Kasachstan                   | 39.000            | 0,3 %                                         |
| 50   | Rumänien                     | 37.000            | 0,2 %                                         |

## Rangliste nach Vermögensstufen (2021)
Folgende Liste teilt die Millionäre verschiedener Länder in aufsteigende Vermögensstufen ein. Die Schätzung stammt von der Schweizer Bank Credit Suisse (Stand: 2021). In diesem Jahr besaßen knapp 88 % der Vermögensmillionäre ein Vermögen zwischen 1 und 5 Millionen US-Dollar und 0,01 % besaßen ein Vermögen von mehr als 500 Millionen US-Dollar.
| Land                         | 1 bis 5 Mio. | 5 bis 10 Mio. | 10 bis 50 Mio. | 50 bis 100 Mio. | 100 bis 500 Mio. | über 500 Mio. |
| ---------------------------- | ------------ | ------------- | -------------- | --------------- | ---------------- | ------------- |
| Vereinigte Staaten           | 19.466.541   | 3.231.692     | 1.640.742      | 103.669         | 35.740           | 1.726         |
| Volksrepublik China          | 5.581.697    | 366.432       | 209.559        | 20.013          | 11.411           | 1.282         |
| Japan                        | 3.165.519    | 140.317       | 54.908         | 3.373           | 1.411            | 88            |
| Vereinigtes Königreich       | 2.668.703    | 125.108       | 51.358         | 2.787           | 1.278            | 110           |
| Frankreich                   | 2.589.495    | 139.852       | 62.351         | 3.237           | 1.314            | 85            |
| Deutschland                  | 2.410.992    | 171.431       | 90.909         | 6.052           | 3.354            | 318           |
| Kanada                       | 2.092.416    | 127.941       | 65.417         | 3.472           | 1.912            | 123           |
| Australien                   | 2.006.783    | 112.068       | 53.385         | 2.947           | 1.576            | 109           |
| Italien                      | 1.294.761    | 77.428        | 36.670         | 2.574           | 1.253            | 103           |
| Südkorea                     | 1.183.711    | 70.014        | 32.306         | 2.450           | 1.319            | 117           |
| Schweiz                      | 1.019.655    | 85.758        | 43.353         | 2.115           | 987              | 92            |
| Niederlande                  | 1.075.071    | 49.686        | 22.384         | 1.100           | 471              | 28            |
| Spanien                      | 1.041.701    | 60.516        | 27.689         | 1.509           | 666              | 51            |
| Taiwan                       | 787.232      | 53.381        | 25.718         | 1.874           | 912              | 93            |
| Indien                       | 695.685      | 58.644        | 37.103         | 3.024           | 1.750            | 210           |
| Hongkong                     | 564.792      | 40.421        | 23.591         | 1.790           | 1.139            | 127           |
| Schweden                     | 539.163      | 43.055        | 25.035         | 1.866           | 1.019            | 76            |
| Belgien                      | 562.186      | 20.107        | 6.281          | 271             | 107              | 16            |
| Dänemark                     | 354.025      | 20.034        | 9.883          | 571             | 268              | 27            |
| Russland                     | 299.687      | 29.361        | 19.878         | 2.134           | 1.488            | 253           |
| Neuseeland                   | 317.475      | 21.560        | 8.000          | 316             | 115              | 12            |
| Mexiko                       | 291.091      | 17.596        | 8.756          | 557             | 271              | 27            |
| Saudi-Arabien                | 280.585      | 23.530        | 8.891          | 208             | 64               | 3             |
| Singapur                     | 263.895      | 21.028        | 12.110         | 974             | 570              | 73            |
| Österreich                   | 247.902      | 14.971        | 7.336          | 497             | 275              | 33            |
| Brasilien                    | 232.969      | 17.847        | 12.884         | 1.238           | 749              | 95            |
| Norwegen                     | 211.648      | 14.595        | 8.966          | 494             | 298              | 22            |
| Israel                       | 178.591      | 14.918        | 8.866          | 652             | 529              | 67            |
| Indonesien                   | 166.916      | 13.985        | 8.973          | 740             | 432              | 57            |
| Vereinigte Arabische Emirate | 156.195      | 12.313        | 7.553          | 435             | 247              | 37            |
| Irland                       | 161.421      | 9.497         | 4.515          | 247             | 96               | 15            |
| Portugal                     | 150.208      | 6.347         | 2.345          | 57              | 41               | 8             |
| Iran                         | 131.139      | 10.676        | 4.559          | 126             | 97               | 41            |
| Finnland                     | 90.370       | 6.488         | 3.477          | 292             | 132              | 27            |
| Polen                        | 91.039       | 5.836         | 2.980          | 166             | 92               | 16            |
| Ägypten                      | 77.936       | 5.899         | 3.022          | 220             | 108              | 21            |
| Südafrika                    | 78.584       | 4.837         | 2.507          | 151             | 86               | 10            |
| Thailand                     | 71.377       | 5.971         | 4.382          | 446             | 249              | 41            |
| Griechenland                 | 73.355       | 5.620         | 2.288          | 89              | 30               | 1             |
| Philippinen                  | 68.063       | 6.055         | 3.907          | 370             | 197              | 34            |
| Türkei                       | 63.163       | 5.889         | 3.379          | 366             | 136              | 34            |
| Tschechien                   | 59.386       | 5.068         | 3.040          | 276             | 142              | 30            |
| Chile                        | 58.884       | 4.084         | 2.289          | 177             | 92               | 20            |
| Ukraine                      | 44.523       | 4.456         | 3.069          | 322             | 153              | 44            |
| Vietnam                      | 43.652       | 3.218         | 1.846          | 113             | 75               | 13            |
| Nigeria                      | 36.955       | 2.664         | 1.539          | 76              | 66               | 18            |
| Kolumbien                    | 34.982       | 2.445         | 958            | 70              | 38               | 4             |
| Rumänien                     | 33.720       | 2.436         | 480            | 28              | 21               | 5             |
| Bangladesch                  | 28.931       | 1.125         | 400            | 39              | 43               | 21            |
| Pakistan                     | 18.532       | 885           | 348            | 38              | 45               | 25            |
| Welt                         | 54.125.614   | 5.370.954     | 2.722.608      | 179.686         | 77.425           | 7.068         |

## Alternative Schätzungen
| Rang | Land                   | Anzahl Haushalte |
| ---- | ---------------------- | ---------------- |
| 1    | Vereinigte Staaten     | 7.085.000        |
| 2    | Volksrepublik China    | 2.124.000        |
| 3    | Japan                  | 1.244.000        |
| 4    | Vereinigtes Königreich | 821.000          |
| 5    | Kanada                 | 485.000          |
| 6    | Deutschland            | 473.000          |
| 7    | Schweiz                | 466.000          |
| 8    | Frankreich             | 439.000          |
| 9    | Taiwan                 | 370.000          |
| 10   | Italien                | 307.000          |

| Rang | Land                   | Anzahl mit über 1 Mio. | Land                   | Anzahl mit über 30 Mio. |
| ---- | ---------------------- | ---------------------- | ---------------------- | ----------------------- |
| 1    | Vereinigte Staaten     | 24.273.540             | Vereinigte Staaten     | 210.353                 |
| 2    | Volksrepublik China    | 9.256.622              | Volksrepublik China    | 93.854                  |
| 3    | Frankreich             | 4.040.555              | Japan                  | 31.516                  |
| 4    | Japan                  | 3.944.073              | Frankreich             | 30.724                  |
| 5    | Deutschland            | 3.728.349              | Deutschland            | 28.350                  |
| 6    | Vereinigtes Königreich | 3.389.253              | Vereinigtes Königreich | 25.771                  |
| 7    | Kanada                 | 2.681.511              | Kanada                 | 23.238                  |
| 8    | Australien             | 2.612.249              | Australien             | 20.874                  |
| 9    | Italien                | 2.282.937              | Italien                | 17.359                  |
| 10   | Spanien                | 1.536.785              | Indien                 | 13.637                  |